# Бутурлин, Пётр Иванович (губернатор)
Пётр Иванович Бутурлин (1677—1747) — сибирский губернатор в 1736—1741 годах.
Представитель нижегородской ветви боярского рода Бутурлиных. Сын ряжского воеводы Ивана Акинфиевича Бутурлина.
До 1700 года — стольник царицы Прасковьи Фёдоровны.
С 1700 года на военной службе. Участвовал в Северной войне. С 1709 года — полковник. В 1722 году упоминается полковником Кроншлотского драгунского полка; участвовал в Персидском походе.
В 1727 году в звании бригадира вышел в отставку с военной службы по болезни и ранениям. В августе 1729 года назначен воеводой в Уфу и пробыл в этой должности 2 года 8 месяцев.
14 декабря 1731 года назначен сибирским вице-губернатором. С 8 марта 1736 года по август 1741 года — сибирский губернатор. За 10 лет сибирской службы ничем особым себя не проявил.